# شاهزاده دیمیتری رومانوف
دیمیتری رومانوویچ رومانوف (روسی: Дмитрий Романович Романов (زاده ۱۷ مه ۱۹۲۶ - درگذشته ۳۱ دسامبر ۲۰۱۶) از نوادگان سلسله حاکم سابق روسیه، بانکدار، نیکوکار و نویسنده بود. او همچنین مدعی ریاست خاندان امپراتوری روسیه بود. با مرگ او، نسل مردان شاخه نیکلایویچ از خانواده رومانوف منقرض شد.

## اوایل زندگی
دیمیتری رومانوویچ رومانوف در ۱۷ مه ۱۹۲۶ در کاپ دانتیب، فرانسه، به عنوان پسر دوم شاهزاده رومان پتروویچ روسیه و کنتس پراسکوویا شرمتوا متولد شد. برادر بزرگتر او شاهزاده نیکلاس رومانوویچ بود. از طریق نسب پدری، او نتیجهٔ امپراتور نیکلاس اول روسیه (۱۷۹۶–۱۸۵۵) و همسرش، پرنسس شارلوت پروس، بنیان‌گذار شاخه نیکولایویچی از خاندان امپراتوری روسیه بود.
رومانوف ده سال اول زندگی خود را در آنتیب فرانسه گذراند، جایی که تحصیلات سنتی روسی را فرا گرفت. در سال ۱۹۳۶ خانواده‌اش به ایتالیا نقل مکان کردند، جایی که او تحصیلات خود را ادامه داد و مدتی در کاخ سلطنتی رم زندگی کرد. در سال ۱۹۴۶ خانواده‌اش به مصر نقل مکان کردند، جایی که آنها چندین سال قبل از بازگشت به ایتالیا زندگی کردند. او در سال ۱۹۵۴ در تور کشتی که توسط ملکه فردریکا و همسرش، شاه پاول یونان، ترتیب داده شده بود، شرکت کرد، که به عنوان " سفر دریایی پادشاهان " شناخته شد و بیش از ۱۰۰ نفر از اعضای خانواده سلطنتی از سراسر اروپا در آن شرکت کردند. در سال ۱۹۶۰ به دانمارک نقل مکان کرد، جایی که برای تعدادی از بانک‌ها از جمله بانک دانسکه کار کرد و تا زمان بازنشستگی‌اش در سال ۱۹۹۳ مدیر اجرایی آن بود او به زبان‌های روسی، فرانسوی، انگلیسی، دانمارکی و ایتالیایی مسلط بود.

## ازدواج‌ها
رومانوف دو بار ازدواج کرد. همسر اول او یوهانا فون کافمن (۱۹۳۶–۱۹۸۹) بود که در ۲۱ ژانویه ۱۹۵۹ در کپنهاگ با او ازدواج کرد. پس از بیوه شدن در سال ۱۹۸۹، در ۲۸ ژوئیه ۱۹۹۳ با دوریت رونلو (متولد ۱۹۴۲) در کاستروما ازدواج کرد. ازدواج دوم او اولین ازدواج یک رومانوف در روسیه از زمان سقوط سلسله بود.
دیمیتری رومانوویچ، طبق گزارش همسرش تئودورا (دوریت)، در ۳۱ دسامبر ۲۰۱۶ در دانمارک درگذشت. او هفته قبل از آن، پس از وخامت شدید وضعیت سلامتی‌اش، به صورت اورژانسی در بیمارستان بستری شده بود.

## کار خیریه
دیمیتری از زمان بازنشستگی در تعدادی از فعالیت‌های خیریه مشارکت داشته است. در ژوئن ۱۹۹۲، او یکی از هفت شاهزاده رومانوف بود که در پاریس ملاقات کردند و در آنجا تصمیم گرفتند صندوق رومانوف برای روسیه را با هدف انجام اقدامات خیریه در روسیه پس از کمونیسم ایجاد کنند. او در ژوئیه ۱۹۹۳ در یک مأموریت حقیقت‌یابی از روسیه بازدید کرد تا در مورد حوزه‌هایی که این مؤسسه خیریه باید روی آنها تمرکز کند، تصمیم‌گیری کند. شاهزاده دیمیتری از زمان تأسیس صندوق رومانوف برای روسیه به عنوان رئیس آن خدمت کرده است.
او همچنین رئیس صندوق خیریه شاهزاده دیمیتری رومانوف بود که در سال ۲۰۰۶ تأسیس کرد.

## انجمن خانواده رومانوف
دیمیتری از سال ۱۹۷۹، سال تأسیس انجمن خانواده رومانوف، عضو آن بود و به عنوان عضو کمیته فعالیت می‌کرد. در ژوئیه ۱۹۹۸، او به دیگر اعضای خانواده امپراتوری در سن پترزبورگ پیوست تا در مراسم تشییع جنازه آخرین امپراتور روسیه، نیکلاس دوم، و خانواده‌اش شرکت کند. در مارس ۲۰۰۳، نخست‌وزیر وقت بلغارستان و تزار سابق، سیمئون ساکس-کوبورگ-گوتا، از دیمیتری دعوت کرد تا در مراسم جشن آزادسازی بلغارستان از حکومت عثمانی در طول جنگ روسیه و ترکیه ۱۸۷۷–۱۸۷۸ شرکت کند.
در سپتامبر ۲۰۰۶، پس از یک کمپین لابی‌گری موفق با خانواده سلطنتی دانمارک و ولادیمیر پوتین، رئیس‌جمهور روسیه، او ترتیب داد تا بقایای ملکه ماریا فئودوروونا، همسر ملکه، از دانمارک، جایی که در تبعید درگذشت، به روسیه منتقل شود تا در کنار همسرش امپراتور الکساندر سوم به خاک سپرده شود. پس از شرکت در مراسم مذهبی برای ماریا فئودوروونا در کلیسای جامع روسکیله در دانمارک، شاهزاده دیمیتری بقایای او را با کشتی نیروی دریایی دانمارک که آنها را به روسیه منتقل کرد، همراهی کرد. پس از ورودشان، شاهزاده دیمیتری به همراه دیگر نوادگان خانواده امپراتوری در مراسم تدفین مجدد در روسیه شرکت کردند.
او به عنوان یکی از نوادگان ملکه سوفیا از هانوفر، واجد شرایط جانشینی تاج و تخت بریتانیا نیز بود.

## افتخارات
- دانمارک: نشان دنبرو[۱۶]
- روسیه:
  - مدال "به یاد سیصدمین سالگرد سن پترزبورگ"[۱۷]
  - نشان دوستی (۲۰ ژوئن ۲۰۱۱)[۱۸]
  - نشان الکساندر نوسکی (۶ اکتبر ۲۰۱۶)

### سلسله‌های دودمانی
- خاندان پتروویچ-نگوش:
  - شوالیه نشان سنت پیتر ستینیه[۱۹]
  - شوالیه نشان پتروویچ نیگوس[۲۰]
  - صلیب بزرگ نشان شاهزاده دانیلو اول (۴ ژوئن ۲۰۰۵)